# Нивеа
Нивеа је велика свјетска робна марка која обухвата различите производе за његу тијела и коже, попут крема за лице, шампона, млијека за тијело, итд. Робну марку „Нивеа“ посједује њемачка компанија „Бајерсдорф“.
Компанија „Бајерсдорф“ је почела са радом 1911. године, производећи крему за кожу са еуцеритом, која је представљала први стабилан емулгатор своје врсте. Власник компаније, Оскар Тропловић, дао јој је име „Нивеа“, по латинској ријечи „niveus“, што значи „бијел као снијег“.
Током 1930их година, компанија „Бајерсдорф“ је почела са производњом додатних козметичких производа, попут крема за сунчање, пјена за бријање, шампона идр. Након Другог свјетског рата, „Нивеа“ се проширила у многе свјетске земље.